# Westbury-sub-Mendip
Westbury-sub-Mendip est une paroisse civile et un village du Somerset, en Angleterre.